# Șevcenkiv Hai, Trosteaneț
Șevcenkiv Hai (în ucraineană Шевченків Гай) este un sat în comuna Boromlea din raionul Trosteaneț, regiunea Sumî, Ucraina.

## Demografie
Componența lingvistică a localității Șevcenkiv Hai
     Ucraineană (83,33%)
     Rusă (16,67%)
Conform recensământului din 2001, majoritatea populației localității Șevcenkiv Hai era vorbitoare de ucraineană (83,33%), existând în minoritate și vorbitori de rusă (16,67%).